# Höftledsluxation hos nyfödda
Höftledsluxation hos nyfödda är en medfödd instabilitet i höftleden. Den medför att höftledskulan kan förskjutas ur det normala läget. I vissa fall kan höftlederna ligga fel redan vid födseln, men vanligare är att det bara handlar om en förhöjd risk. Alla nyfödda barn i Sverige undersöks för höftledsluxation direkt efter födseln. Om bedömningen görs att risken för förskjutning är förhöjd, remitteras barnet till en ultraljudsundersökning för att avgöra graden av instabilitet. I Sverige föds årligen 500-1000 barn med höftledsluxation. . 

## Behandling
Den vanligaste behandlingen är genom von Rosen-skena. Det rör sig om en plastskena, som viks kring barnets kropp och fixerar höfterna. Skenan får sitta kvar 6-12 veckor. Prognosen för en framgångsrik behandling är mycket god, medan de negativa följderna av skenan är få. Därför tolererar man också en "viss överbehandling" med skenan.